# Rita Trapanese
Rita Anna Angela Trapanese (Milano, 8 maggio 1951 – Gattatico, 10 agosto 2000) è stata una pattinatrice artistica su ghiaccio italiana.

## Biografia
Campionessa italiana di pattinaggio di figura dal 1964 fino al 1972, ai campionati europei della specialità ha vinto la medaglia di bronzo nell'edizione del 1971 a Zurigo, dove fu la prima donna italiana a salire su un podio internazionale in questa specialità, e la medaglia d'argento nell'edizione successiva del 1972 a Göteborg.
È stata rappresentante dell'Italia ai giochi olimpici invernali del 1968 a Grenoble, dove all'età di 16 anni si è piazzata al venticinquesimo posto.
Nel 1969 partecipa alla competizione internazionale Richmond Trophy di Twickenham nei pressi Londra dove riesce a conquistare la medaglia di bronzo; l'anno seguente nella medesima competizione scala il podio fino al suo gradino più alto portando all'Italia un'inattesa medaglia d'oro.
Torna alle Olimpiadi nell'edizione successiva di Sapporo del 1972, piazzandosi al settimo posto.
È morta nel 2000 all'età di 49 anni in un incidente d'auto nei pressi di Gattatico insieme al marito Maurizio Vaglini, primario dell'Istituto dei tumori di Milano, mentre percorrevano l'autostrada verso Milano sui sedili posteriori dell'auto di alcuni amici.

## Risultati principali
| Evento                  | 1964-65 | 1965-66 | 1966-67 | 1967-68 | 1968-69 | 1969-70 | 1970-71 | 1971-72 |
| ----------------------- | ------- | ------- | ------- | ------- | ------- | ------- | ------- | ------- |
| Olimpiadi invernali     |         |         |         | 25º     |         |         |         | 7º      |
| Mondiali di pattinaggio |         |         | 13º     |         | 13º     | 8º      | 5º      |         |
| Europei di pattinaggio  |         | 18º     | 15º     | 18º     | 8º      | 4º      | 3º      | 2º      |
| Campionati italiani     | 1º      | 1º      | 1º      | 1º      | 1º      | 1º      | 1º      | 1º      |
| Richmond Trophy         |         |         |         |         |         | 3º      | 1º      |         |